# Kolonia Czartowczyk
Kolonia Czartowczyk [pronunciación en polaco: /kɔˈlɔɲa t͡ʂarˈtɔft͡ʂɨk/] es un asentamiento ubicado en el distrito administrativo de Gmina Tyszowce, dentro del condado de Tomaszów Lubelski, voivodato de Lublin, en el este de Polonia. Se encuentra a unos 8 kilómetros al oeste de Tyszowce, a 21 kilómetros al noreste de Tomaszów Lubelski, y a 103 kilómetros al sureste de la capital regional Lublin.